# Edgar (Oper)
Edgar ist eine Oper (Originalbezeichnung: „Dramma lirico“) in drei bzw. vier Akten von Giacomo Puccini. Das Libretto stammt von Ferdinando Fontana. Die Oper hatte ihre Premiere am 21. April 1889 im Teatro alla Scala in Mailand.

## Handlung
Die Oper spielt in Flandern im Jahr 1302. Den historischen Hintergrund bilden die Kriege der Flamen gegen den Machtanspruch Frankreichs.
In einem Dorf bei Courtrai begrüßt Fidelia liebevoll ihren Verlobten Edgar. Tigrana, die als ungarisch-moriskisches Findelkind von den Dorfbewohnern aufgezogen worden war und zuvor ein Verhältnis mit Edgar gehabt hatte, macht sich über die beiden lustig. Als die Dorfbewohner aus der Kirche kommen, verhöhnt Tigrana auch diese auf blasphemische Weise. Die verärgerten Bauern treiben sie bis zum Haus Edgars, der sie leidenschaftlich verteidigt. Edgar hat genug von dem langweiligen Dorf. Er zündet sein Haus an, verwundet Tigranas Verehrer Frank in einem Zweikampf und flieht mit ihr.
Die beiden führen ein ausschweifendes Leben, dessen Edgar aber bald überdrüssig wird. Er versöhnt sich mit dem inzwischen in die Armee eingetretenen Frank und schließt sich ihm an, um in den Krieg zu ziehen.
Edgar ist in der Schlacht von Courtrai gefallen. Bei der Trauerfeier gedenkt Fidelia ihrer gemeinsamen Zeit. Ein geheimnisvoller Mönch erinnert alle an die Untaten und das lasterhafte Leben Edgars. Fidelia verteidigt ihn. Der Mönch bietet Tigrana Schmuck an, damit sie ihm bestätigt, dass Edgar das Vaterland verraten wollte. Tigrana geht darauf ein. Die anwesenden Soldaten stürzen sich wutentbrannt auf die Bahre und erkennen, dass die Rüstung leer ist. Der Mönch gibt sich als Edgar selbst zu erkennen. Er hatte seinen Tod lediglich vorgetäuscht und verflucht nun Tigrana. In der dreiaktigen Fassung fällt Edgar Fidelia in die Arme. Tigrana ersticht sie, und Edgar bricht über Fidelias Leiche zusammen.
In der ursprünglichen Fassung ist Fidelia in ihr Haus zurückgekehrt, bevor sich Edgar zu erkennen gegeben hat. Sie trauert und träumt, dass sie noch heute im Tod mit ihm vereint werde. Edgar und die Dorfbewohner kommen zu ihr und erklären alles. Edgar und Fidelia wollen heiraten. Tigrana schleicht sich in die Wohnung und ermordet Fidelia. Frank und Gualtiero halten Edgar davon ab, Selbstjustiz zu üben. Tigrana wird zum Richtplatz geführt.
Die folgende Inhaltsangabe basiert auf dem Libretto von 1889. Die Szenenanweisungen daraus sind kursiv gekennzeichnet.

### Erster Akt
Ein Dorf bei Courtrai
Auf der rechten Seite vorne das Haus Edgars; in der Nähe der Haustür eine Steinbank; etwas weiter hinten eine Kirche. Auf der linken Seite vorne eine Taverne mit einer Pergola und einem Tisch und Bänken darunter; weiter hinten eine Baumgruppe. Direkt hinter der Kirche eine Anhöhe quer über die gesamte Szene, die auf der linken Seite hinter einer Baumgruppe verläuft; in der Mitte des Hügels ein blühender Mandelbaum, an dem ein Pfad über den Platz verläuft. Im Hintergrund der heiteren Landschaft in einiger Entfernung die Dächer der Dorfhäuser. Frühester Morgen.
Szene 1. Bauern und Bäuerinnen besingen den angebrochenen Morgen. Auch Fidelia genießt die Natur. Sie erblickt den schlafenden Edgar, weckt ihn und überreicht ihm liebevoll einen Zweig des Mandelbaums. Dann geht sie.
Szene 2. Tigrana macht sich über die Liebesszene lustig.
Szene 3. Sie erinnert Edgar an ihre frühere feurige Liebe, die nichts mit dieser Bauernliebe gemein hatte. Edgar will nichts davon hören. Ironisch rät Tigrana ihm, doch in die Kirche zu gehen. Er tritt in sein Haus. Tigrana macht sich auf den Weg zur Taverne. Dort begegnet sie ihrem Verehrer Frank.
Szene 4. Frank beklagt sich, dass Tigrana am gestrigen Abend nicht zu ihrer Verabredung erschienen sei. Tigrana entgegnet, dass sie seine Liebe langweile.
Szene 5. Frank erinnert sich daran, wie Tigrana fünfzehn Jahre zuvor von durchziehenden Ungarn und Morisken im Dorf zurückgelassen und von der Dorfgemeinschaft aufgenommen worden war. Nun liebt er sie unglücklich („Questo amor, vergogna mia“).
Szene 6. Nach dem Gottesdienst verlassen die Bauern in einer Prozession die Kirche. Tigrana verhöhnt sie auf blasphemische Weise („Tu il cuor mi strazi“). Die Bauern treiben sie erzürnt bis zum Haus Edgars. Dort sieht sie keinen anderen Ausweg mehr und klopft an der Tür.
Szene 7. Edgar öffnet. Er stellt sich den Bauern entgegen und verteidigt Tigrana leidenschaftlich. Die Bauern halten ihn für verrückt. Edgar stimmt ihnen zu. Er hatte schon lange den Wunsch, dieses langweilige Tal zu verlassen. Kurz entschlossen steckt er sein Haus in Brand und ergreift Tigrana an der Hand, um mit ihr ein neues Leben zu beginnen. Entsetzt weichen die Umstehenden aus. Nur Frank stellt sich ihnen in den Weg.
Szene 8. Frank zieht seinen Dolch und versucht Edgar gewaltsam aufzuhalten.
Szene 9. Franks Vater Gualtiero fleht seinen Sohn an, den Streit zu beenden. Fidelia versucht das gleiche mit Edgar. Als die beiden tatsächlich die Waffen sinken lassen, erklärt Tigrana sie für Feiglinge. Die Bauern jedoch sind erleichtert. Der Streit bricht jedoch erneut aus, und Edgar verwundet Frank leicht. Gualtiero entreißt dem immer noch tobenden Frank die Waffe. Edgar und Tigrana entfernen sich schnell. Die Dorfbewohner mit Ausnahme Fidelias schleudern ihnen Flüche nach.

### Zweiter Akt
Große Vorhalle eines Schlosses
Eine teppichbelegte Treppe führt zum Bankettsaal. Hinten kann man über eine Terrasse von der Halle bis zur Straße hinabsteigen. Im Hintergrund eine mondbeschienene Landschaft mit Bäumen. Rechts Gärten. Blumen und Leuchter. Verschiedenfarbige Hängelampen. An den Wänden Gobelins, Federn usw.
Szene 1. Gäste und Kurtisanen feiern im Schloss Tigranas und Edgars.
Szene 2. Edgar ist der Ausschweifungen der letzten Zeit schon überdrüssig geworden. Er sehnt sich wieder nach dem anmutigen Bild jenes Aprilmorgens („O soave vision“) und entfernt sich grübelnd.
Szene 3. Tigrana feiert ausgelassen mit den Gästen und Kurtisanen. Die Diener bringen Spieltische herbei. Die Gäste setzen sich und beginnen zu spielen.
Szene 4. Tigrana fragt Edgar nach dem Grund für seine Trübsinnigkeit. Sie bemerkt, dass er sie nicht mehr liebt und erinnert ihn daran, dass er ihretwegen seine Heimat verlassen hatte. Nun habe er nur noch sie. Ihre Schönheit werde ihm Genuss verschaffen, und sie werde ihn nie ziehen lassen. In der Ferne verkünden Trommeln und Trompeten die Ankunft von Soldaten.
Szene 5. Frank, der sich inzwischen der Armee angeschlossen hat, hat seinen Stolz wieder gefunden. Er erscheint mit seinen Soldaten am Schloss und erkennt überrascht Edgar und Tigrana. Edgar überreicht Frank, den er wegen seines Helms noch nicht erkennt, ein Glas. Er erklärt, ebenfalls Soldat werden und mit ihnen fortziehen zu wollen, da er genug von diesem faulen Leben habe. Frank nimmt seinen Helm ab, um sich erkennen zu geben. Edgar verliert die Hoffnung. Geplagt von Schuldgefühlen hält er sich Frank und seiner Heimat nicht mehr für würdig. Frank aber bittet ihn selbst um Verzeihung, da er es war, der durch seine unwürdige Liebe dazu gebracht worden war, Edgar zu beleidigen. Da entschließt sich Edgar endgültig, für Flandern gegen König Philipp IV. in den Krieg zu ziehen. Tigranas schwört Rache.

### Dritter Akt
Weite Ebene bei Courtrai
Ein Feldlager im Hintergrund. Hügel und ein Dorf rechts in der Ferne. Links auf einer kurzen Freitreppe ein Trauer-Katafalk. Sonnenuntergang. Der flammende Himmel ist durchdrungen von schwarzen Wolkenstreifen.
Szene 1. Nach der gewonnenen Schlacht von Courtrai bringen Mädchen die Bahren der gefallenen Soldaten zum Katafalk.
Szene 2. Mönche und Soldaten beklagen den Tod des heldenhaft gefallenen Edgar. Unter ihnen befindet sich auch Fidelia, die ihr Leben nun seiner Erinnerung weihen will und auf ein Wiedersehen im Tode hofft. Frank steigt zum Katafalk hinauf, um die Trauerrede zu halten. Einer der Mönche erinnert die Anwesenden an die negativen Eigenschaften Edgars. Er habe sein Vaterhaus in Brand gesetzt und ein Leben in Ausschweifung geführt. Frank will ihn zum Schweigen bringen, aber einige der Soldaten und Trauergäste wollen den unbekannten Mönch anhören. Der erklärt, dass Edgar selbst ihn auf dem Totenbett damit beauftragt habe, seine Schuld als Zeichen der Sühne zu offenbaren. Er bittet die Anwesenden Dorfbewohner, seine Anschuldigungen zu bestätigen – was diese tun. Fidelia ist entsetzt. Nachdem der Mönch geendet hat, stürzen sich die Anwesenden auf den Katafalk, um den Leichnam herunterzureißen. Nur Fidelia stellt sich ihnen entgegen und verteidigt Edgar, ihre einzige Liebe. Trotz seiner feurigen Gedanken sei sein Herz fromm gewesen, und er habe seine Jugendfehler mit seinem Blut und seiner Ehre gebüßt („Nel villaggio d’Edgar“). Sie hofft, einst im Tod wieder mit ihm vereint zu sein („Addio, mio dolce amor“). Alle sind gerührt von ihren Worten, ihrer Schönheit und Freundlichkeit.
Szene 3. Tigrana drängt sich durch die Menge, um bei Edgar Totenwache zu halten und zu beten. Der Mönch lässt sie ein. Aber insgeheim zweifelt er an ihrer Frömmigkeit.
Szene 4. Tigrana beklagt den Tod Edgars, den sie als einzigen lieben konnte. Gerade als sie gehen will, kommen Frank und der Mönch.
Szene 5. Während Tigrana sich wieder dem Gebet zuwendet, erklärt der Mönch Frank, dass sie gar nicht wirklich beten und lieben könne, sondern ihren Schmerz lediglich zur Schau stellen wolle. Er rät Tigrana, ihre Augen und ihre Knie zu schonen (Terzett: „Bella signora, il pianto sciupa gli occhi“). Frank bietet Tigrana eine Perlenkette, damit sie um ihn ebenso klagt wie um Edgar. Tigrana wird kurz schwach, lehnt dann aber ab. Der Mönch zeigt ihr ein anderes Schmuckstück, dass sie bekommen soll, wenn sie sich bereit erklärt, mit einem Wort „seinem Hass zu dienen“. Überwältigt von der Schönheit des Schmuckes sagt Tigrana zu.
Szene 6. Der Mönch ruft die Soldaten herbei und fragt Tigrana in deren Gegenwart, ob Edgar vorhatte, für Gold die Heimat zu verraten. Er zeigt ihr noch einmal den Schmuck, den sie erhalten soll, wenn sie „ja“ sagt. Nach einigem Zögern bestätigt Tigrana die Verleumdung. Die Soldaten stürzen sich wutentbrannt auf die Bahre, müssen aber erkennen, dass die darauf liegende Rüstung leer ist. Der Mönch reißt sich die Kutte vom Leib, unter der sich ein Kriegergewand befindet. Er ist Edgar selbst. Er verflucht Tigrana, die vergeblich bei den Soldaten Hilfe sucht und dann flieht.
In der dreiaktigen Fassung umarmt Edgar Fidelia. Tigrana kehrt jedoch zurück und ersticht sie. Edgar bricht über ihrer Leiche zusammen. Damit endet die Oper.

### Vierter Akt
Ein Zimmer im Haus Gualtieros im Dorf bei Courtrai
Eine verglaste Haustür hinten in der Mitte. Bei der Tür, links, ein großes Fenster. Außerdem, ebenfalls links, ein großer Kamin; daneben eine Bank. Zur Vorbühne hin die Tür zum Zimmer Gualtieros. Zwischen dem Kamin und der Tür eine Kniebank, vor dieser auf einem in die Wand eingebetteten Tisch eine kleine Madonnen-Statue. Links der Haustür ein Alkoven mit einem Vorhang; im Alkoven ein Bett. Des Weiteren Glastüren, die zum Garten führen. Zur Vorbühne hin, immer auf der linken Seite, ein Tisch mit einer brennenden Lampe und einer Vase mit Lorbeerzweigen, die Fidelia von der Bahre Edgars genommen hatte. Links vom Tisch ein Sofa. Alles macht einen patriarchalischen Eindruck. Kurz vor Sonnenaufgang.
Szene 1. Fidelia beklagt den Tod Edgars, den sie noch immer für tot hält. Endlich kann sie einschlafen.
Szene 2. Gualtiero betrachtet seine Tochter mitfühlend. Er betet für sie. Fidelias Freundinnen erscheinen an der Tür. Fidelia wacht auf und erzählt ihnen von ihrem Traum: Darin hat Edgar ihr versprochen, dass er heute im Totenreich auf sie warte, damit sie im Himmel vereint werden. Sie bittet die Mädchen, ihr das Brautkleid und Schmuck zu holen. Nach ihrem Tod möchte sie darin bestattet werden. Die Sonne strahlt durch das hintere Fenster herein. Fidelia geht zum Fenster, um ein letztes Mal die vom Tau benetzten Rosen glänzen zu sehen. Da erblickt sie Frank und Edgar. In der Ferne erklingen frohe Rufe.
Szene 3. Frank und Edgar erscheinen. Edgar verspricht Fidelia, sie nie wieder verlassen zu wollen. Die Hochzeit soll jetzt endlich stattfinden.
Szene 4. Edgar und Fidelia versichern sich ihre Liebe. Er erklärt ihr, dass er seinen Tod vorgetäuscht hatte, um „das Leben kennenzulernen“.
Szene 5. Tigrana kommt mit einem Dolch in der rechten Hand durch die hintere Tür. Sie läuft zum Sofa und sticht Fidelia in die Brust. Fidelia springt erschrocken auf, und fällt dann mit einem Schrei auf das Sofa zurück. Tigrana schaut sich kurz sorgfältig um, um sich nicht mit Blut zu beschmutzen. Dann lässt sie beim Zurückweichen den Dolch fallen. Von außen erklingen Musik und Jubelrufe der Hochzeitsgesellschaft.
Szene 6. Mädchen und Bauern kommen im Spiel an Fenster und Tür und erblicken die sterbende Fidelia. Edgar läuft freudig auf seine Braut zu, um sie zu umarmen, erkennt dann aber die Lage und schreit auf. Fidelia zeigt mit letzter Kraft auf den Alkoven. Dann sinkt sie in Edgars Arme, während Frank und einige Bauern den Alkoven betreten und dort Tigrana vorfinden. Mit einem letzten Liebesschwur an Edgar stirbt Fidelia.
Szene 7. Edgar legt Fidelia auf das Sofa und verlangt dann nach dem Dolch Tigranas, um diese eigenhändig zu töten. Frank und Gualtiero halten ihn zurück. Tigrana wird zum Richtplatz geführt.

## Gestaltung
Stilistisch orientiert sich Puccini an seinem Vorgängerwerk Le Villi. In beiden Opern gibt es instrumentale Vor- und Zwischenspiele. Die vier Hauptfiguren sind stärker als in Le Villi durch Leitmotive charakterisiert, die aber nur wenig variiert werden. Die Oper ist nicht mehr in Einzelnummern unterteilt, hat aber deutliche Zäsuren, die die Einzelstücke voneinander abgrenzen.

### Instrumentation
Die Orchesterbesetzung der Oper enthält die folgenden Instrumente:
- Holzbläser: drei Flöten (3. auch Piccoloflöte), zwei Oboen (2. auch Englischhorn), zwei Klarinetten (2. auch Bassklarinette), zwei Fagotte
- Blechbläser: vier Hörner, drei Trompeten, drei Posaunen, B-Tuba
- Pauken, Schlagzeug: Große Trommel, Becken, hängendes Becken, Triangel, Tamtam, Wirbeltrommel
- Glockenspiel, Orgel, Harfe
- Streicher
- Bühnenmusik: acht Trompeten, vier Trommeln, große Glocke in Fis, Dembal (Laute)

## Werkgeschichte

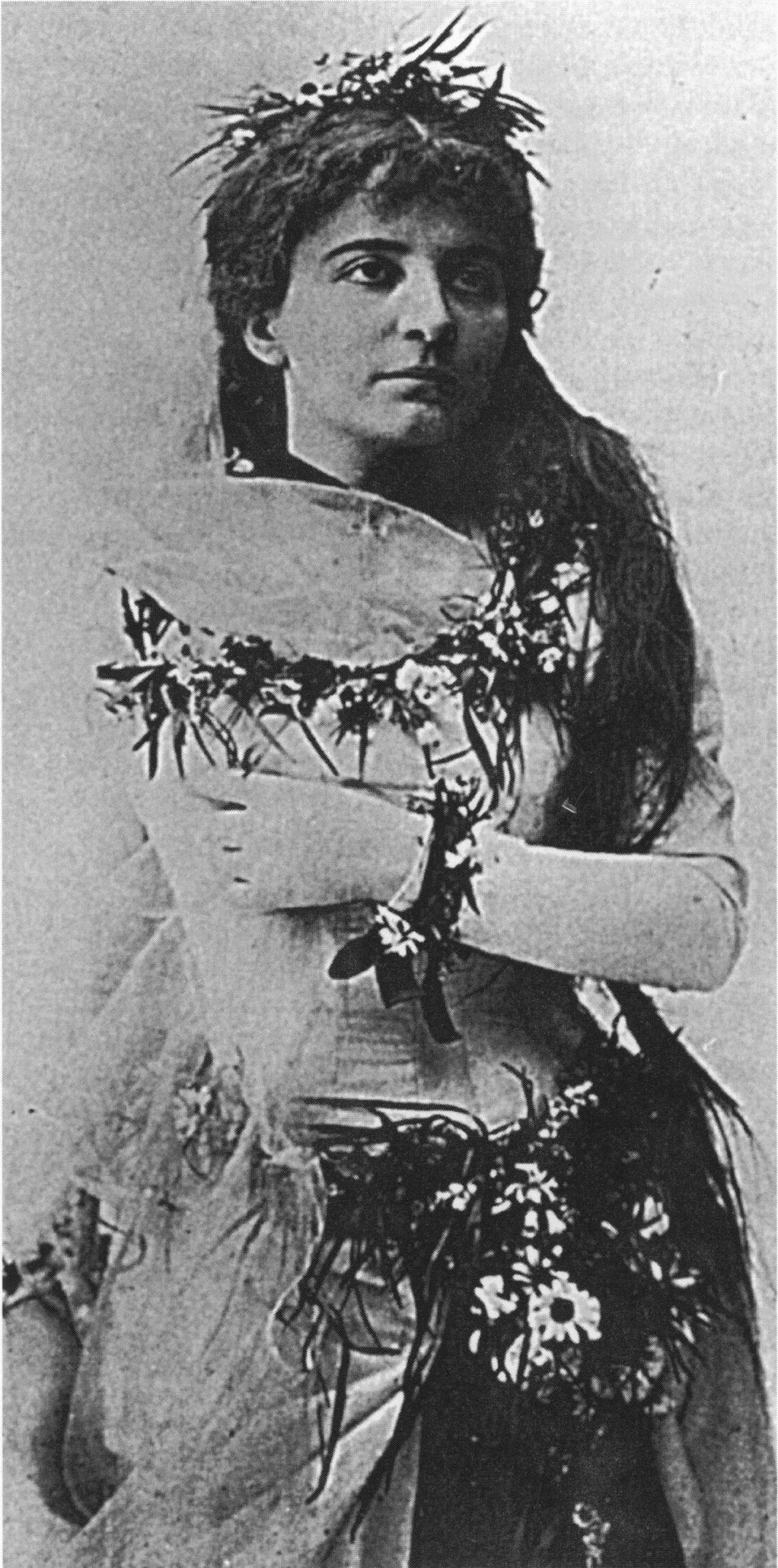
Romilda Pantaleoni als Tigrana, Mailand 1889

Edgar ist Puccinis zweite Oper. Er schrieb sie im Auftrag seines Verlegers Ricordi, der nach dem Erfolg von Puccinis Erstlingswerk Le Villi (1884) auf einen erneuten Erfolg hoffte.
Das Libretto stammt von Ferdinando Fontana, der auch den Text zu Puccinis erster Oper Le Villi geschrieben hatte. Es basiert auf dem dramatischen Gedicht La coupe et les lèvres aus Un spectacle dans un fauteuil (1832) von Alfred de Musset. Die Massenszenen und Tableaus zeigen den Einfluss der Grand opéra. Auch wurde Fontana bei der Rollengestaltung wohl von Bizets Carmen inspiriert.
Die ersten Angaben zur Handlung erhielt Puccini bereits im Mai 1885. Erst am 27. Oktober 1887 betrachtete er die Arbeit als abgeschlossen, wie aus einer Mitteilung an den Komponisten Luigi Mancinelli hervorgeht. Anschließend verzögerte sich auch die Uraufführung, nachdem Rom das für die Spielzeit 1887/88 vorgesehene Werk zurückzog, um stattdessen die Oper eines lokalen Komponisten zu spielen.
Die Uraufführung fand schließlich am 21. April 1889 im Teatro alla Scala in Mailand statt. Dabei sangen Gregorio Gabrielesco (Edgar), Agostino Lanzoni (Gualtiero), Antonio Magini Coletti (Frank), Aurelia Cataneo (Fidelia) und Romilda Pantaleoni (Tigrana). Das Bühnenbild stammte von Giovanni Zuccarelli. Die Sopranistin Pantaleoni sprang kurzfristig für die erkrankte Mezzosopranistin Giulia Novelli ein. Puccini musste daher die Partie der Tigrana entsprechend umschreiben. Die Oper erhielt nur einen kühlen Empfang und wurde lediglich drei Mal gespielt. Die Kritiker warfen Puccini Eklektizismus vor. Vieles klinge nach Gounod, Bizet oder Verdi.
Nach mehreren vergeblichen Versuchen während der beiden folgenden Jahre fand die nächste Aufführung mit einigen Anpassungen (zweite Fassung) im September 1891 im Teatro del Giglio in Lucca statt. Dort hatte sie einen großen Erfolg. Dennoch überarbeitete Puccini die Oper weiter und kürzte sie entscheidend. Der vierte Akt wurde gestrichen und dessen Höhepunkt, der Mord Tigranas an Fidelia, in den dritten Akt verlagert. Außerdem kürzte Puccini das Vorspiel und integrierte es in den ersten Akt. Für die Rolle der Tigrana war nun wieder ein Mezzosopran vorgesehen. Die Tigrana erhielt auch einige der ursprünglich Fidelia gewidmeten Passagen. Die erste Aufführung dieser dritten Fassung fand am 19. Mai 1892 im Teatro Real in Madrid statt. In der Folge nahm Puccini noch weitere Änderungen vor. Die als endgültig angesehene vierte Fassung wurde erstmals am 8. Juli 1905 unter der Leitung von Leopoldo Mugnone im Teatro de la Opera in Buenos Aires aufgeführt. Dabei sangen Giovanni Zenatello (Edgar), Giannina Russ (Tigrana) und Rina Giachetti (Fidelia). Die Aufführung hatte einen großen Erfolg.
Einen Teil der gestrichenen Musik verwendete Puccini später in anderen Werken wie der Messa di gloria (1880), dem Preludio in A für Orchester (1882), einem Adagio für Streichquartett (1882), dem Capriccio sinfonico (1883) und dem Lied Storiella d’amore (1883). Das Duett „Amaro sol per te m’era il morire!“ überlebte im dritten Akt von Tosca. Puccini selbst zeigte später kein größeres Interesse mehr an diesem Frühwerk. Auf einen Klavierauszug, den er Sybil Seligman schickte, schrieb er die Worte „E Dio ti Gu A Rdi da quest’opera“ („Und möge Gott dich vor dieser Oper beschützen“).
Da Puccini die Überarbeitung direkt im Autograph vorgenommen hatte, war die Urfassung lange Zeit nicht mehr zu rekonstruieren. Erst 2007 wurden Teile der Originalpartitur im Nachlass einer Puccini-Erbin wiedergefunden. Die ursprüngliche vieraktige Fassung wurde inzwischen sorgfältig rekonstruiert und 2008 in Turin uraufgeführt (die Aufführung von 1889 war aufgrund der Umbesetzung der Rolle Tigranas bereits verändert worden).
Arturo Toscanini führte die Trauermusik aus dem dritten Akt am 29. Dezember 1924 am Teatro alla Scala anlässlich der Trauerfeier zum Tod Puccinis auf. Die Oper wurde 1944 im Rahmen der Gedenkspielzeit der Scala unter der Leitung von Antonino Votto gegeben. Seitdem gab es nur wenige Aufführungen. Die Berliner Operngruppe unter Felix Krieger zeigte die letzte Fassung von 1905 im Februar 2019 erstmals in Berlin als halbszenische Produktion.

## Aufnahmen
- 6. April 1967 (live aus London? mit der Hammersmith Opera): Joseph Vandernoot (Dirigent), Fulham Municipal Orchestra, Hammersmith Opera Chorus. Edward Byles (Edgar), Graham Nicholls (Gualtiero), Michael Rippon (Frank), Angela Rubini (Fidelia), Doreen Doyle (Tigrana). Product Code: E.J. Smith »The Golden Age of Opera« EJS 400 (2 LP).[7]:13320
- 24. September 1971 (live, konzertant aus Turin): Carlo Felice Cillario (Dirigent), Chor und Orchestra Sinfonica Nazionale della RAI Torino. Veriano Luchetti (Edgar), Alfredo Colella (Gualtiero), Renzo Scorsoni (Frank), Mietta Sighele (Fidelia), Bianca Maria Casoni (Tigrana). Unique Opera Records Corporation UORC 100 (2 LP), Mauro R. Fuguette MRF 105 (2 LP), Opera d'Oro 1449 (2 CD).[7]:13321
- 1972 (Studio-Aufnahme des zweiten Akts): Anton Guadagno (Dirigent), Orchester der Volksoper Wien. Barry Morell (Edgar), Walker Wyatt (Frank), Nancy Stokes (Tigrana). RCA LP: RK 11 566/1-2 (2 LP).[7]:13322
- 1972 (Studio-Aufnahme): Bryan Balkwill (Dirigent), BBC Northern Symphony Orchestra, BBC Northern Singers. Ronald Dowd (Edgar), Jolyon Dodgson (Gualtiero), Terence Sharpe (Frank), Pauline Tinsley (Fidelia), Marjorie Biggar (Tigrana). Open Reel Tape – mr. tape 889.[7]:13323
- 8. April 1977 (live, konzertant aus New York; vollständige dreiaktige Fassung von 1905): Eve Queler (Dirigent), Opera Orchestra of New York, Schola Cantorum of New York. Carlo Bergonzi (Edgar), Mark Munkittrick (Gualtiero), Vicente Sardinero (Frank), Renata Scotto (Fidelia), Gwendolyn Killebrew (Tigrana). CBS CD: M2K 79213 (2 CD), CBS LP: 79213 (2 LP).[7]:13324
- 1984 (Video, live aus Montepulciano): Jan Latham-König (Dirigent), New Stockholm Chamber Orchestra und Chorus. Raimundo Mettre (Edgar), Aldo Poramente (Gualtiero), Gianluigi Senici (Frank), Zsuzsanna Dénes (Fidelia), Helrun Gardow (Tigrana). House of Opera DVDCC 485 (1 DVD).[7]:13325
- 7. Dezember 2002 (live, konzertant aus der Salle Olivier Messiaen in Paris; Madrider Fassung von 1892): Yoel Levi (Dirigent), Orchestre National de France, Chœurs du Radio France. Carl Tanner (Edgar), Carlo Cigni (Gualtiero), Dalibor Jenis (Frank), Júlia Várady (Fidelia), Mary Ann McCormick (Tigrana). Naive V 4957 (2 CD).[7]:13326
- 21. Januar 2004 (live aus Philadelphia): Christofer Macatsoris (Dirigent), Chamber Orchestra of Philadelphia, New Jersey Master Chorale, Wayne Richmond Children Song of New Jersey. James Valenti (Edgar), Matthew Arnold (Gualtiero), Yungbae Yang (Frank), Latonia Moore (Fidelia), Jennifer G. Hsiung (Tigrana). Celestial Audio CA 549 (2 CD).[7]:13327
- 31. Juli 2004 (Video, live aus den Therme di Villa Adeiana in Rom): Tamás Pál (Dirigent), Orchestra Filarmonica Mediterranea, Coro di voci bianche dell’opera di Brasov. Dario Balzanelli (Edgar), Giovanni Tarasconi (Gualtiero), Andrea Rola (Frank), Montserrat Martí (Fidelia), Halla Margrét Árnadóttir (Tigrana). Premiere Opera 5875 (1 DVD).[7]:13328
- 22. Juni 2005 (Studio-Aufnahme; dreiaktige Fassung von 1905): Alberto Veronesi (Dirigent), Orchester und Chor der Accademia di Santa Cecilia Roma. Plácido Domingo (Edgar), Rafael Siwek (Gualtiero), Juan Pons (Frank), Adriana Damato (Fidelia), Marianne Cornetti (Tigrana). DGG 477 610-2 (2 CD).[7]:13329
- 2008 (live aus dem Teatro Regio di Torino): Yoram David (Dirigent), Orchester und Chor des Teatro Regio di Torino. José Cura (Edgar), Carlo Cigni (Gualtiero), Marco Vratogna (Frank), Amarilli Nizza (Fidelia), Julia Gertseva (Tigrana). Celestial Audio CA 815 (2 CD).[8]
- 13. April 2008 (live, konzertant aus der Carnegie Hall New York): Eve Queler (Dirigent), Opera Orchestra of New York, New York Choral Society. Marcello Giordani (Edgar), Giovanni Guagliardo (Gualtiero), Stephen Gaertner (Frank), Latonia Moore (Fidelia), Jennifer Larmore (Tigrana). Celestial Audio CA 787 (2 CD).[9]